# Dietrich Orlow
Dietrich Otto Orlow (* 2. Juni 1937 in Hamburg) ist ein US-amerikanischer Historiker.

## Leben und Tätigkeit
Orlow wurde als Sohn des Otto Hinrich Orlow und seiner Ehefrau Wilhelmine, geb. Haack in Hamburg geboren. 1958 wurde er in den USA eingebürgert.
Orlow studierte Geschichtswissenschaft an der Ohio University und an der University of Michigan, wo er einen A.M.-Abschluss erwarb. 1962 folgte ein PhD-Abschluss an derselben Hochschule, den er für eine Studie über die nationalsozialistische Südosteuropa-Gesellschaft erhielt.
Von 1962 bis 1967 unterrichtete Orlow am College of William and Mary in Williamsburg in Virginia als instructor (1962–1963) und dann als assistant professor für Geschichte (1963–1967). 1967 wechselte er an die Syracuse University in New York, wo er bis 1971 als associate professor lehrte.
1971 erhielt Orlow schließlich eine Stelle als vollwertiger Professor für Geschichte an der Boston University, wo er bis zu seiner Emeritierung blieb. Von 1974 bis 1976 gehörte er zudem dem Herausgebergremium der Fachzeitschrift Central European History an. Zwischendurch lehrte er außerdem ein Semester als Gastprofessor in Hamburg (1975).
Als Orlows wichtigstes Werk gilt eine zweibändige Geschichte der NSDAP, die die Entwicklung der Partei von ihren Wurzeln in den ersten Jahren nach dem Ersten Weltkrieg bis zu ihrer Zerschlagung am Ende des Zweiten Weltkriegs rekonstruiert. Der erste Band untersucht die Gründung der Partei von ihrer Gründung bis zur Übernahme der Regierungsverantwortung durch die NSDAP im Frühjahr 1933, während der zweite Band die Zeit bis 1945 in den Blick nimmt.
Orlow ist Mitglied der American Historical Association sowie der Konferenzgruppe Central European History.
Für seine Forschungen erhielt er Stipendien der American Philosophical Society, des Social Science Research Council, der Alexander von Humboldt-Stiftung und des National Endowment for the Humanities Stipend for Young Scholars. Zudem war ein Fulbright Fellow sowie Fellow des Netherlands Institute for Advanced Studies.
Orlow ist seit 1958 mit Maria Wimmersperg verheiratet, mit der er eine Tochter hat.

## Schriften
Monographien:
- A Study of the Nazi Südosteuropa-Gesellschaft. Ann Arbor 1962.
- The Nazis in the Balkans. A Case Study in Totalitarian Politics. University of Pittsburgh Press, Pittsburgh 1968.
- The History of the Nazi Party, Bd. 1 (1919–1933). Newton Abbot 1971.
- The History of the Nazi Party, Bd. 2 (1933–1945). Pittsburgh 1973.
- Weimar Prussia, 1918-1925. The Unlikely Rock of Democracy. University of Pittsburgh Press, Pittsburgh 1986.
- Weimar Prussia, 1925-1933. The Illusion of Strength. University of Pittsburgh Press, Pittsburgh 1991.
- Common Destiny. A Comparative History of the Dutch, French, and German Social Democratic Parties 1945-1969. Berghahn Books, New York 2000.
- The Lure of Fascism in Western Europe. German Nazis, Dutch and French Fascists, 1933-1939. 2009.
- A History of Modern Germany. 1871 to Present. Englewood Cliffs 1987. (Neuauflagen 1991, 1995, 2002, 2016)
- Socialist Reformers and the Collapse of the German Democratic Republic. Palgrave Macmillan, Basingstoke 2015.

Aufsätze:
- Die Adolf-Hitler-Schulen. In: Vierteljahrshefte für Zeitgeschichte. 13 (1965), S. 272–284.
- Rudolf Heß – „Stellvertreter des Führers“. In: Ronald Smelser, Rainer Zitelmann (Hrsg.): Die braune Elite. Darmstadt 1989, S. 84–97.